# Ilhal, Basavakalyan
Ilhal là một làng thuộc tehsil Basavakalyan, huyện Bidar, bang Karnataka, Ấn Độ.